# Geophis bellus
Geophis bellus là một loài rắn trong họ Rắn nước. Loài này được Myers mô tả khoa học đầu tiên năm 2003.